# Heterachthes symbolus
Heterachthes symbolus är en skalbaggsart som beskrevs av Martins 1970. Heterachthes symbolus ingår i släktet Heterachthes och familjen långhorningar. Inga underarter finns listade i Catalogue of Life.